# Felicitas Hoppe

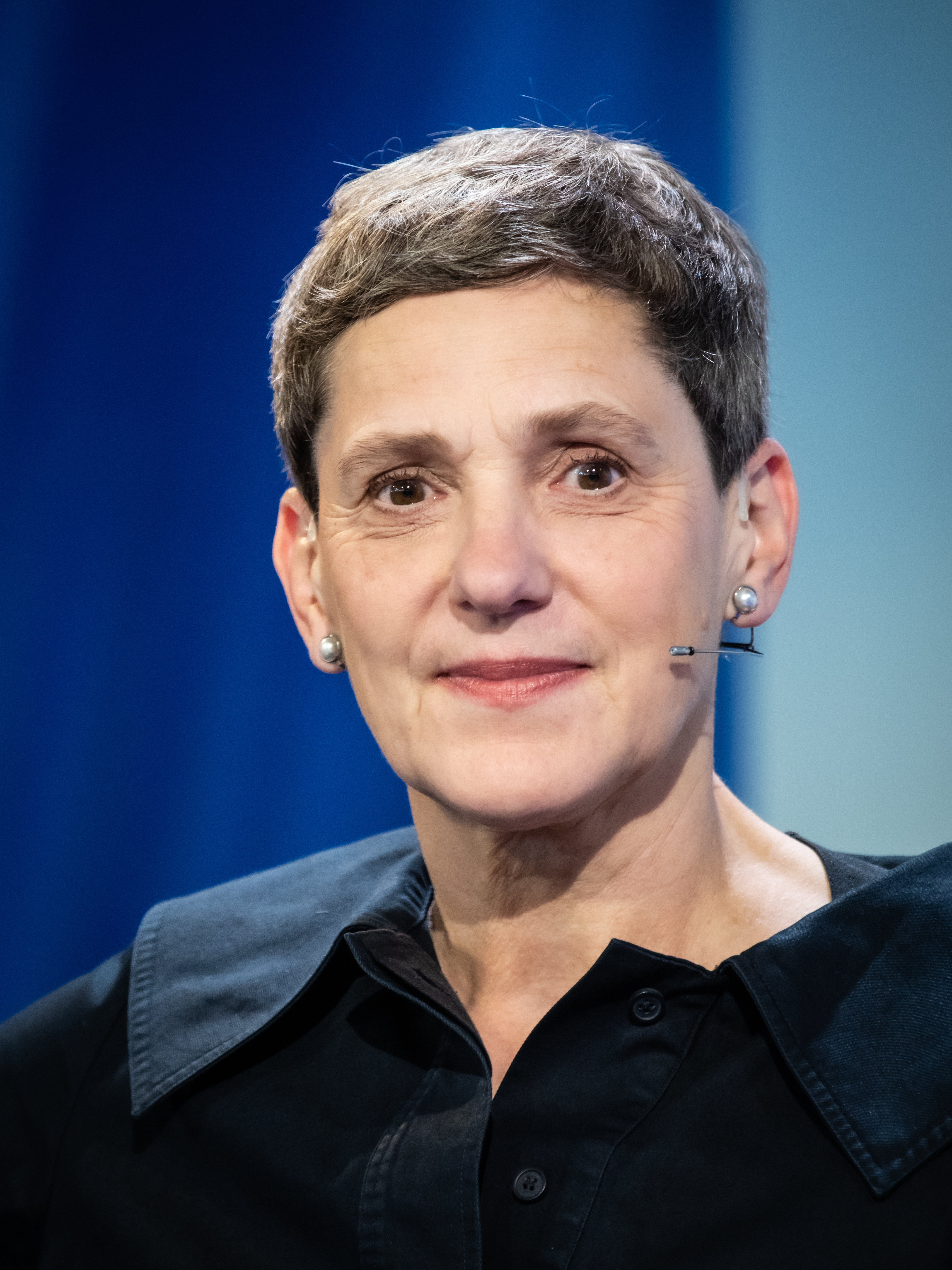
Felicitas Hoppe auf der Frankfurter Buchmesse 2019

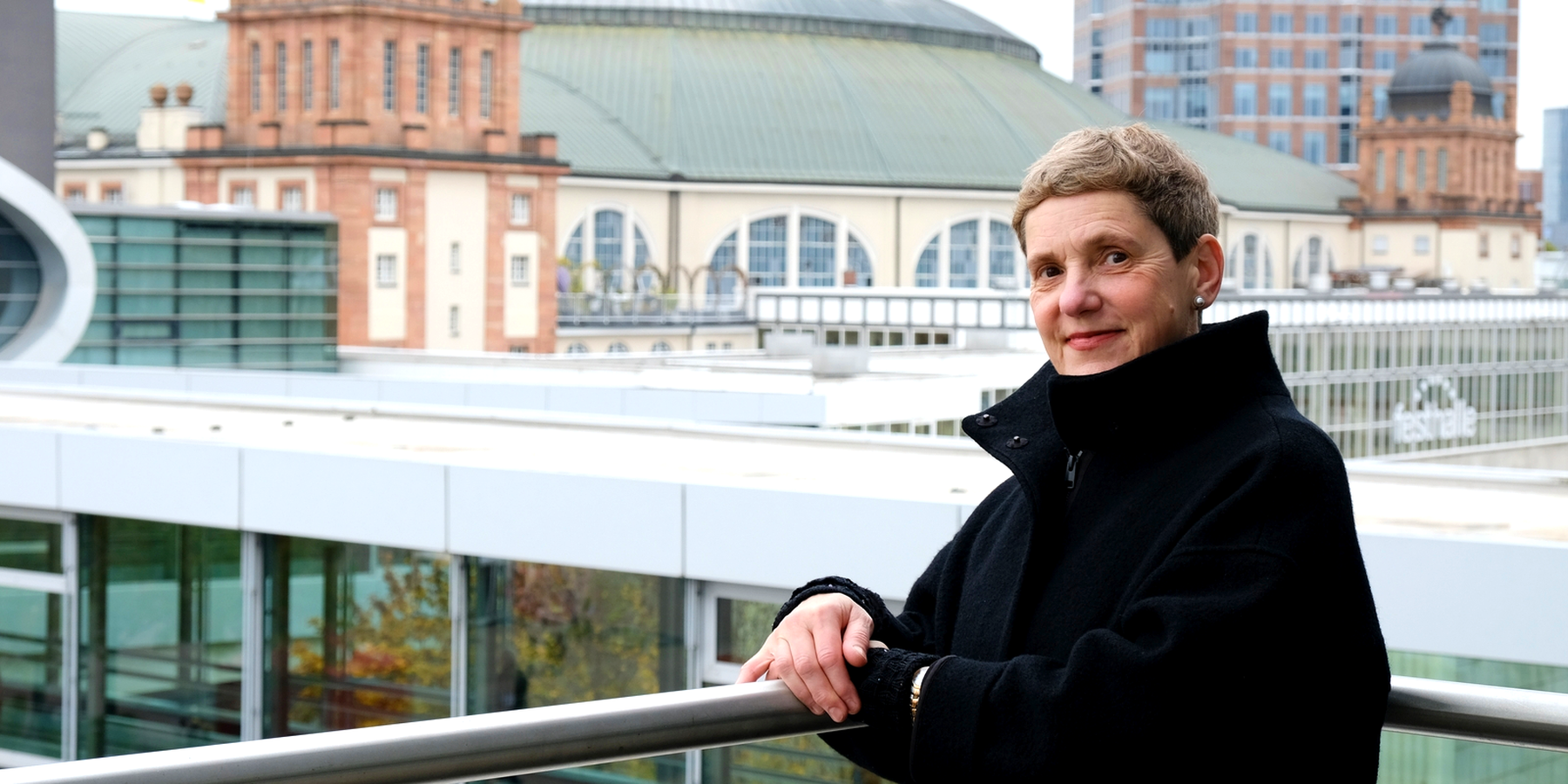
Felicitas Hoppe auf der Frankfurter Buchmesse 2022

Felicitas Hoppe (* 22. Dezember 1960 in Hameln) ist eine deutsche Schriftstellerin. Sie ist Trägerin des Georg-Büchner-Preises 2012.

## Leben und Werk
Felicitas Hoppe wurde als drittes von fünf Kindern geboren. 1980 machte sie auf dem Viktoria-Luise-Gymnasium in Hameln ihr Abitur und studierte danach in Hildesheim, Tübingen, Eugene (Oregon), Berlin und Rom u. a. Literaturwissenschaft, Rhetorik, Religionswissenschaft, Italienisch und Russisch. Nebenbei arbeitete sie an verschiedenen Sprachenschulen und am Goethe-Institut als Lehrerin für Deutsch als Fremdsprache, gelegentlich auch als Journalistin für verschiedene Feuilletons. Sie ist Mitglied der Deutschen Akademie für Sprache und Dichtung und des PEN-Zentrums Deutschland.
Seit 1990 erhielt Hoppe zahlreiche Stipendien, seit 1996 lebt sie als Schriftstellerin in Berlin. 1997 unternahm sie auf einem Containerfrachtschiff eine Reise um die Welt von Hamburg nach Hamburg und ist seither lesend, schreibend und vortragend im In- und Ausland, sowohl in Europa als auch in Übersee, unterwegs. Neben der Literatur gilt ihr Hauptinteresse der Musik und der Geschichte. Gelegentlich arbeitet sie mit bildenden Künstlern zusammen und schreibt nebenbei für verschiedene Zeitungen, Zeitschriften und den Rundfunk sowie literarische Beiträge für Schulbücher der Mathematik. Sie verfasst auch Kinderbücher.
Von 1994 bis 2003 war Hoppe Autorin des Rowohlt Verlages. Seit 2004 ist sie Autorin des S. Fischer Verlages, wo ihr Gesamtwerk erscheint, das in mehrere Sprachen übersetzt wurde.
Der Journalist Elmar Krekeler bezeichnete Hoppe im März 2012 als „Deutschlands fantastischste Fabuliererin“. Eine ihrer Lieblingsfiguren in der Literatur ist Pinocchio.
Hoppe hatte Poetikdozenturen und Gastprofessuren in Wiesbaden, Mainz, Augsburg und Göttingen sowie am Dartmouth College in Hanover (New Hampshire) und an der Georgetown University, Washington, D.C. inne.
2012 erhielt sie die Gastprofessur für Interkulturelle Poetik an der Universität Hamburg und wurde von der Deutschen Akademie für Sprache und Dichtung mit dem renommierten Georg-Büchner-Preis ausgezeichnet. „In einer Zeit, in der das Reden in eigener Sache die Literatur immer mehr dominiert, umkreist Felicitas Hoppes sensible und bei allem Sinn für Komik melancholische Erzählkunst das Geheimnis der Identität“, begründete die Jury die Entscheidung.
2020 wurde Hoppe mit dem Großen Preis des Deutschen Literaturfonds ausgezeichnet. In der Jury-Begründung hieß es, dass sie seit dem Erzählungsband Picknick der Friseure (1996) ein breit gefächertes Werk vorgelegt habe – angefangen bei Erkundungen zu Fragen der Identität über Kindergeschichten bis hin zu einer Reihe von Poetik-Vorlesungen.

## Werke
Geschichten, Erzählungen, Berichte
- Unglückselige Begebenheiten. Geschichten. Hoppe-Dörwald, Eppelheim 1991, ISBN 978-3-928459-00-6.
- Picknick der Friseure. Geschichten. Rowohlt Verlag, Reinbek bei Hamburg 1996, ISBN 978-3-498-02928-9.
- Das Richtfest. Erzählungsband. Mit neun farbigen Linolschnitten von Ingrid Jörg. Berliner Handpresse, Berlin 1997.
- Die Torte. Erzählungsband. Mit sechs farbigen Linolschnitten von Ingrid und Wolfgang Jörg. Berliner Handpresse, Berlin 2000.[5]
- Fakire und Flötisten. Erzählung. Mit vier farbigen Linolschnitten von Ingrid Jörg. Berliner Handpresse, Berlin 2001
- Die Reise nach Java. Ein Forschungsbericht. Mit farbigen Linolschnitten von Ingrid Jörg. Berliner Handpresse, Berlin 2004.
- Verbrecher und Versager: Fünf Portraits. Erzählungsband. Mare Verlag, Hamburg 2004, ISBN 978-3-936384-12-3.
- Sieben Schätze: Augsburger Vorlesungen. Erzählungsband. Fischer Verlag, Frankfurt am Main 2009, ISBN 978-3-10-032455-9.
- Der beste Platz der Welt. Erzählungsband. Dörlemann Verlag, Zürich 2009, ISBN 978-3-908777-51-9.
- Abenteuer – was ist das? Poetikvorlesungen vom 2. und 3. Dezember 2009 in Göttingen. Wallstein Verlag, Göttingen 2010, ISBN 978-3-8353-0739-1
- Kröne dich selbst – sonst krönt dich keiner. Heidelberger Poetikdozentur vom 1., 8. und 15. Juni 2016. Universitätsverlag Winter, Heidelberg 2018, ISBN 978-3-8253-6755-8.
- The Making of Prawda. Herausgegeben zusammen mit Alexej Meschtschanow, Jana Müller und Ulrike Rainer. Distanz Verlag, Berlin 2019, ISBN 978-3-95476-282-8
- Grimms Märchen für Heldinnen von heute und morgen. Ausgewählt und mit einem Vorwort versehen von Felicitas Hoppe. Reclam, Ditzingen 2019, ISBN 978-3-15011213-7
- Unreisen – Felicitas Hoppe und Indra Wussow im Gespräch. Wunderhorn. Heidelberg 2020, ISBN 978-3-88423-645-1
- Fieber 17 - Eine Erzählung und ein Essay. Dörlemann. Zürich 2021, ISBN 978-3-03820-085-7
- Fährmann, hol über! Oder wie man das Johannesevangelium pfeift. Mit einem Essay herausgegeben von Thomas Brose. Herder. Freiburg 2021, ISBN 978-3-451-39038-8
- Gedankenspiele über die Sehnsucht. Droschl. Graz 2022, ISBN 978-3-990-59109-3

Kinder- und Jugendbücher
- Drei Kapitäne. Berliner Handpresse, Berlin 1998.
- Vom Bäcker und seiner Frau. Mit farbigen Linolschnitten von Ingrid Jörg. Berliner Handpresse, Berlin 1999.
- Ingrids Affen. Ein Berliner Geburtstag. Mit farbigen Linolschnitten von Ingrid Jörg. Berliner Handpresse, Berlin 2006.
- Iwein Löwenritter: Erzählt nach dem Roman von Hartmann von Aue. Mit vier Farbtafeln von Michael Sowa. Fischer Verlag, Frankfurt am Main 2008, ISBN 978-3-596-85259-8.
- Die weiße Frau. Ein Gartenfest. Mit farbigen Linolschnitten von Ingrid Jörg. Berliner Handpresse, Berlin 2008.
- Der begnadigte Truthahn. Tiere im Weißen Haus. Mit farbigen Linolschnitten von Ingrid Jörg. Berliner Handpresse, Berlin 2010.
- Grünes Ei mit Speck: Das Allerbeste von Dr. Seuss. Originaltitel: Green Eggs and Ham. Deutschsprachige Übersetzung erschienen im Fischer Verlag, Frankfurt am Main 2011, ISBN 978-3-596-85441-7.

Romane
- Pigafetta. Rowohlt Verlag, Reinbek bei Hamburg 1999, ISBN 978-3-499-22761-5. Neuauflage Fischer Verlag, Frankfurt am Main 2006, ISBN 978-3-596-17129-3.
- Paradiese, Übersee. Rowohlt Verlag, Reinbek bei Hamburg 2003. Neuauflage Fischer Verlag, Frankfurt am Main 2006, ISBN 978-3-596-17127-9.
- Johanna. Fischer Verlag, Frankfurt am Main 2006, ISBN 978-3-596-16743-2.
- Hoppe. Fischer Verlag, Frankfurt am Main 2012, ISBN 978-3-10-032451-1 (Rezension von Heinrich Detering in FAZ.net Feuilleton vom 2. März 2012)[6]
- Prawda. Eine amerikanische Reise. Fischer, Frankfurt am Main 2018, ISBN 978-3-10-032457-3.
- Die Nibelungen. Ein deutscher Stummfilm. Fischer, Frankfurt am Main 2021, ISBN 978-3-10-032458-0

Vorwort zu:
- Ilja Ilf und Jewgeni Petrow: Das eingeschossige Amerika: Eine Reise mit Fotos von Ilja Ilf in Schwarz-Weiß und Briefen aus Amerika, aus dem Russischen von Helmut Ettinger. Mit einer Vorbemerkung von Alexandra Ilf und einem Vorwort von Felicitas Hoppe; Die andere Bibliothek, Eichborn Verlag, Frankfurt am Main 2011, ISBN 978-3-8218-6239-2[7]

Nachwort zu:
- Michael Bulgakov: Meister und Margarita. Aus dem Russischen übertragen und kommentiert von Alexander Nitzberg. Mit einem Nachwort von Felicitas Hoppe, Galiani, Berlin 2012, ISBN 978-3-86971-058-7.

- Knut Hamsun: Hunger. Nachwort von Felicitas Hoppe. Manesse Verlag. München 2023, ISBN 978-3-7175-2560-8.
- Stig Dagerman: Trost. Nachwort von Felicitas Hoppe. S. Fischer Verlag. Frankfurt a. Main 2025, ISBN 978-3-596-71161-1

Film
- Felicitas Hoppe sagt. Von Oliver Held und Thomas Henke. Deutschland/Schweiz 2017.[8]

## Auszeichnungen und Stipendien
Preise
- 1995: Foglio-Preis für Junge Literatur
- 1996: aspekte-Literaturpreis
- 1996: Ernst-Willner-Preis auf den Tagen der deutschsprachigen Literatur
- 1997: Rauriser Literaturpreis
- 1998: Niedersächsischer Förderpreis für Literatur
- 2004: Heimito von Doderer-Literaturpreis
- 2004: Spycher: Literaturpreis Leuk
- 2004: Nicolas-Born-Preis des Landes Niedersachsen
- 2005: Brüder-Grimm-Preis der Stadt Hanau (zusammen mit Andreas Reimann)
- 2007: Literaturpreis der Stadt Bremen
- 2007: Roswitha-Preis
- 2010: Rattenfänger-Literaturpreis der Stadt Hameln
- 2012: Georg-Büchner-Preis
- 2015: Werner-Bergengruen-Preis
- 2015: Erich-Kästner-Preis für Literatur[9]
- 2016: Ehrendoktorat der Leuphana Universität Lüneburg
- 2018: Ehrengast im Heinrich-Heine-Haus Lüneburg
- 2020: Großer Preis des Deutschen Literaturfonds[10]
- 2021: Kasseler Literaturpreis für grotesken Humor
- 2024: Berliner Literaturpreis

Stipendien
- 1990: Stiftung Künstlerdorf Schöppingen
- 1991: Arbeitsstipendium des Berliner Senats
- 1994: Alfred-Döblin-Stipendium
- 1997: Hermann-Lenz-Stipendium
- 1998/1999: Stipendium der Stiftung Laurenz Haus in Basel
- 2002: Stipendium des Heinrich-Heine-Hauses der Stadt Lüneburg
- 2002/2003: Stipendium des Deutschen Literaturfonds, Kulturhotel Laudinella Sankt Moritz
- 2010: Comburg-Literaturstipendium Schwäbisch Hall
- 2011: Stipendium des Deutschen Literaturfonds
- 2012: Stipendium in der Villa Aurora, Los Angeles
- 2023: Storm-Schreiber-Stipendium[11]

Dozenturen
- 2005: Poetikdozentur an der Fachhochschule Wiesbaden
- 2006: Max Kade Distinguished Visiting Professor/Dartmouth College, Hanover, New Hampshire
- 2007: Writer in Residence an der Universität Innsbruck
- 2007: Writer in Residence Deutsches Haus New York
- 2008: Bertolt-Brecht-Gastprofessur der Universität Augsburg
- 2008: Writer in Residence Georgetown University Washington D.C.
- 2009: Poetikdozentur an der Georg-August-Universität Göttingen
- 2010: Writer in Residence Georgetown University Washington D.C.
- 2012: Gastprofessur für interkulturelle Poetik an der Universität Hamburg
- 2013: Poetikdozentur an der Technischen Universität Dortmund
- 2014: Gastdozentur an der Fudan-Universität Shanghai
- 2016: Heidelberger Poetikdozentur und Kölner Poetikdozentur (Translit)
- 2019: Brüder-Grimm-Poetikprofessur der Universität Kassel

### Zum Werk
- Zur Biografie und zum Werk
- Michaela Holdenried:  Anmerkungen zur postmodernen Zitationspraxis und Autorschaft im Werk von Felicitas Hoppe (PDF-Datei, 184 kB)
- Felicitas Hoppe im Interview über Handlungsorte in ihrem Werk